# کابو ایر
کابو ایر (به انگلیسی: Kabo Air) یک شرکت هواپیمایی با کد یاتا N9 است که در ۱۹۸۰ میلادی تأسیس شده‌است. دفتر مرکزی کابو ایر در کانو، نیجریه واقع شده‌است و قطب این شرکت هواپیمایی در فرودگاه بین‌المللی مالام آمینو کانو قرار دارد.